# Eulithis albicinctata
Eulithis albicinctata är en fjärilsart som beskrevs av Rudolf Püngeler 1909. Eulithis albicinctata ingår i släktet Eulithis och familjen mätare. Inga underarter finns listade i Catalogue of Life.